# Лактоза
Лакто́за, или молочный сахар (от лат. lac «молоко»), С12H22O11 — углевод группы дисахаридов, содержится в молоке и молочных продуктах. Молекула лактозы состоит из остатков молекул глюкозы и галактозы.

## Химические свойства
Свойства типичны для дисахаридов и альдоз: образует озазоны, восстанавливает фелингову жидкость, в кислой среде гидролизуется до глюкозы и галактозы.
В сильнощелочной среде дает сложную смесь продуктов изомеризации, перегруппировок и разложения, в экстремально щелочных условиях (1—3 M NaOH) основным продуктом является продукт изомеризации лактозы — лактулоза.

## Получение
Получают лактозу из молочной сыворотки.

## Применение
Применяют для приготовления питательных сред, например при производстве пенициллина. Используют в качестве вспомогательного вещества (наполнителя) в фармацевтической промышленности и как сырье в производстве лактулозы, использующейся в качестве осмотического слабительного.
Большое количество лактозы (около 85 %) содержится в детских молочных смесях.

## Непереносимость лактозы
Несмотря на употребление лактозы в лечебных целях, у некоторых людей лактоза не усваивается и вызывает нарушения в работе пищеварительной системы, в том числе диарею, боли и вздутие живота, тошноту и рвоту после употребления молочных продуктов. У этих людей отсутствует или производится в недостаточном количестве фермент лактаза. Назначение лактазы — расщепление лактозы на её части: глюкозу и галактозу, которые должны затем абсорбироваться тонкой кишкой. При недостаточной функции лактазы, лактоза остаётся в кишечнике в исходном виде и связывает воду, что вызывает диарею. Кроме того, кишечные бактерии вызывают брожение молочного сахара, в результате чего происходит вздутие живота.
Непереносимость молочного сахара довольно распространена. Так, в Швеции и Дании непереносимость лактозы встречается примерно у 3 % взрослых лиц, в Финляндии и Швейцарии — у 16 %, в Англии — у 20—30 %, во Франции — у 42 %, а в странах Юго-Восточной Азии и у афроамериканцев в США — почти у 100 %. Непереносимость лактозы часто встречается среди коренного населения Африки, Америки и ряда стран Азии. Она связана с отсутствием в этих регионах традиционного молочного животноводства. Например, в племенах масаев, фулани и тасси в Африке выращивают молочный скот, и у взрослых представителей этих племён непереносимость лактозы встречается относительно редко. Частота этого явления в России составляет в среднем около 16—18 %.

## Лактозный оперон
Лактозный оперон — последовательность генов у многих бактерий, которая кодирует ферменты, необходимые для расщепления лактозы до глюкозы и галактозы, то есть для утилизации сахара. Исследования этого оперона сыграли важную роль в развитии молекулярной генетики.